# Guibando

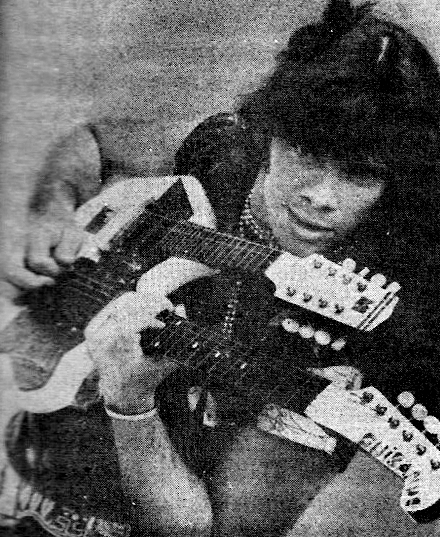
Pepeu Gomes empunhando um guibando.

O guibando é um instrumento musical projetado por Pepeu Gomes desde sua adolescência, e que pretendia ser uma junção do bandolim com a guitarra elétrica. O instrumento possui dois braços: um de guitarra, um de bandolim. A ideia do instrumento foi desenvolver um modelo que favorecesse o fraseado melódico e a acentuação rítmica do samba e do choro. Segundo o próprio Pepeu Gomes conta:
"Levei quatro anos para conseguir fazer este instrumento. É meu maior orgulho. Primeiro levei o projeto à Gianini, ficaram com ele dois anos, acabaram desistindo, dizendo que eu era maluco. Aí me falaram que tinha um cara em São Paulo que fazia isso. Ele tem uma oficinazinha chamada Solos, e adorou a ideia. Levou dois anos construindo. Hoje taí: era o que eu precisava para explodir. O John McLaughlin, lá em Montreux [onde Pepeu atuou como músico de Gilberto Gil ], ficou louco com o guibando. Disse: Cara, como é que você passa de um braço de guitarra para um bracinho desse tamanhinho? Como consegue esse som? Qual é a técnica?"